# Sounds of the Universe Deluxe Edition Box Set
Uzasadnienie:  reedycje nie są odrębnymi albumami (por. inne wiki oraz podobne artykuły na pl.wiki) 
Sounds of the Universe (Deluxe Edition Box Set) – box set grupy Depeche Mode, zawierający wszystkie utwory z sesji nagraniowej krążka. Składa się on z trzech płyt. Pierwsza zawiera podstawowy materiał. Druga zremiksowane utwory, a na trzeciej znajdują się dema.

## Sounds of the Universe
1. In Chains – 6:46
2. Hole to Feed – 3:54
3. Wrong – 3:10
4. Fragile Tension – 4:08
5. Little Soul – 3:30
6. In Sympathy – 4:53
7. Peace – 4:25
8. Come Back – 5:13
9. Spacewalker – 1:49
10. Perfect – 4:34
11. Miles Away / The Truth Is – 4:09
12. Jezebel – 4:38
13. Corrupt – 5:01

## Bonus Track / Remixes
1. Light – 4:42
2. The Sun and the Moon and the Stars – 4:42
3. Ghost – 6:29
4. Esque – 2:18
5. Oh Well – 5:59
6. Corrupt (Efdemin Remix) – 6:28
7. In Chains (Minilogue's Earth Remix) – 7:52
8. Little Soul (Thomas Fehlmann Flowing Ambient Mix) – 9:21
9. Jezebel (SixToes Remix) – 5:32
10. Perfect (Electronic Periodic Dark Drone Mix) – 5:25
11. Wrong (Caspa Remix) – 5:05

## Dema
1. Little 15 – 4:15
2. Clean – 3:41
3. Sweetest Perfection – 3:24
4. Walking in My Shoes – 3:45
5. I Feel You – 4:02
6. Judas – 3:32
7. Surrender – 5:06
8. Only When I Lose Myself – 5:50
9. Nothing's Impossible – 5:05
10. Corrupt – 4:44
11. Peace – 4:36
12. Jezebel – 4:39
13. Come Back – 5:10
14. In Chains – 4:34

### DVD
1. Making the Universe / Film – 45:23
2. Usual Thing, Try and Get the Question in the Answer – 55:12
3. Sounds of the Universe – A Short Film – 10:05
4. Wrong (Video) – 3:16
5. Corrupt – Studio session – 4:08
6. Little Soul – Studio session – 3:52
7. Stories of Old – Studio session – 3:24
8. Come Back – Studio session – 6:05

- Sounds of the Universe (5.1 Surround Sound Dolby Digital & DTS) :

1. In Chains – 6:53
2. Hole to Feed – 3:59
3. Wrong – 3:13
4. Fragile Tension – 4:09
5. Little Soul – 3:31
6. In Sympathy – 4:54
7. Peace – 4:29
8. Come Back – 5:15
9. Spacewalker – 1:53
10. Perfect – 4:33
11. Miles Away / The Truth Is – 4:14
12. Jezebel – 4:41
13. Corrupt – 6:15

- Sounds of the Universe – Bonus Tracks (5.1 Surround Sound Dolby Digital & DTS):

1. Light – 4:44
2. The Sun and the Moon and the Stars – 4:41
3. Ghost – 6:26
4. Esque – 2:17
5. Oh Well – 6:02

- Opakowanie i zawartość dodatkowa:

- dwuczęściowe specjalnie zaprojektowane pudełko z foliowanymi tłoczeniami
- dwie książki w twardej oprawie po 84 strony każda: pierwsza zawierająca teksty piosenek do każdego z utworów z sesji do "Sounds of the Universe" oraz ekskluzywne fotografie wykonane przez Antona Corbijna, natomiast druga zawierająca ekskluzywne amatorskie fotografie ze studia, których autorami są Daniel Miller, Ben Hillier, Luke Smith i Ferg Peterkin
- 2 ekskluzywne emaliowane przepinki
- plakat
- 5 kart z grafikami zapieczętowanych w specjalnej kopercie
- certyfikat autentyczności